# Мефу і Аконо (департамент)
Мефу і Аконо - департамент у Центральному регіоні Камеруну. Департамент займає площу 1329 квадратних кілометрів (513 квадратних миль) і станом на 2001 рік мав загальну чисельність населення 57 051. Адміністративний центр департаменту знаходиться в Нгуму.

## Підрозділи
Департамент адміністративно поділений на чотири комуни та на села.

### Комуни
- Аконо
- Бікок
- Мбанкомо
- Нгумоу